# Piper PA-46
O Piper PA-46 é uma robusta aeronave monomotora a pistão, com duplo turbocompressor e intercooler, desenvolvida e fabricada em larga escala nos Estados Unidos desde a década de 1980 pela então Piper Aircraft, atualmente New Piper Aircraft, com capacidade para transportar um piloto e cinco passageiros em rotas médias.

## Criação e desenvolvimento
Na década de 1980, o objetivo da Piper era inaugurar uma nova categoria de aeronaves leves de operação relativamente simples e barata, porém com alguns diferenciais de conforto para esta classe de aviões, começando pela porta lateral de acesso com escada embutida e pelo corredor central na cabine de passageiros.
Atualmente, o Piper Malibu é fabricado em três versões, a "Mirage M350" e a "Meridian M500", que são pressurizadas, e a "Matrix", sem pressurização.
O projeto totalmente original das asas e fuselagem do Malibu, com a construção convencional em alumínio, ligas metálicas e trem de pouso com amortecedores de longo curso, foi certificado pelas autoridades aeronáuticas americanas na década de 1980.

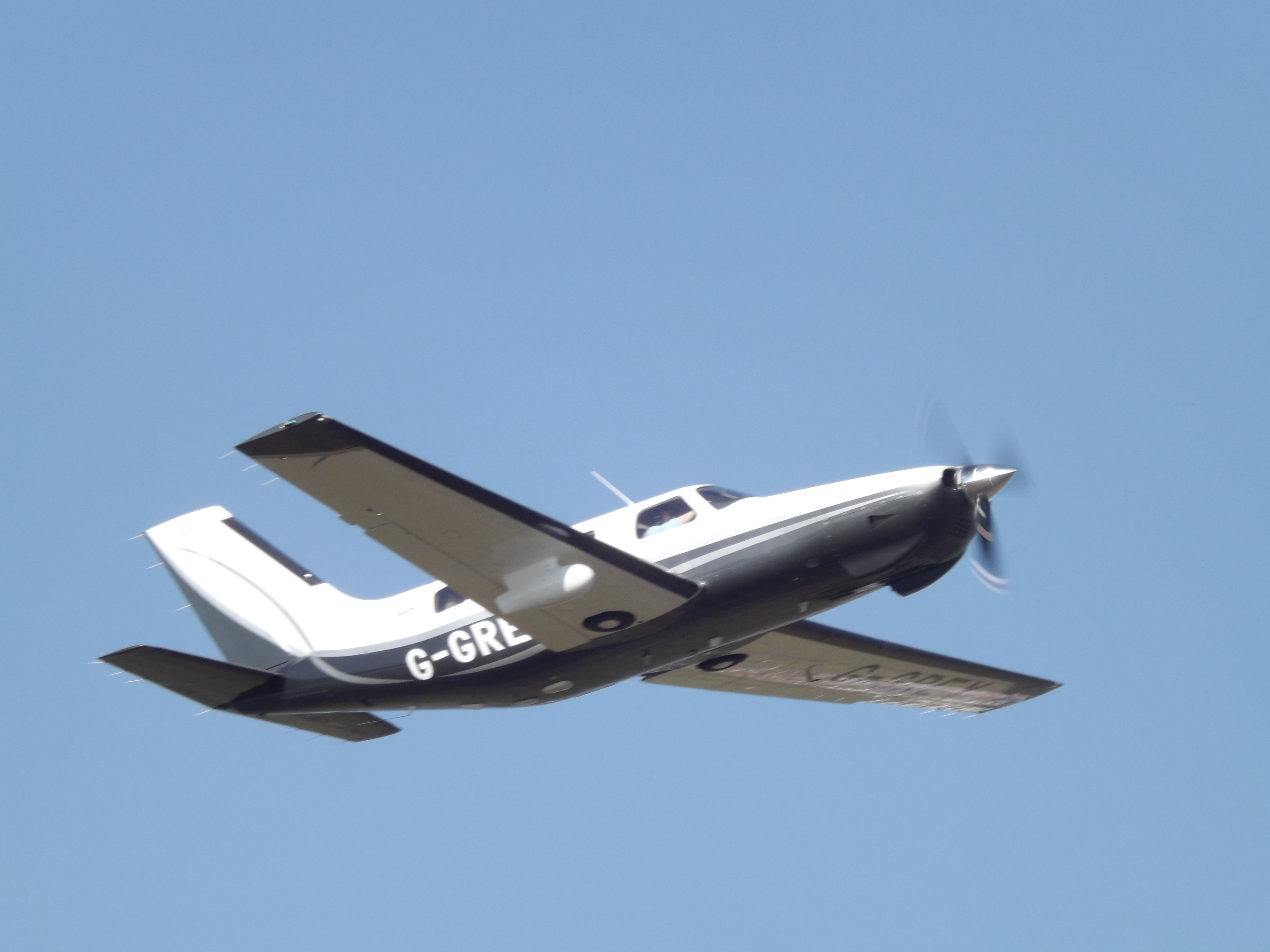
Piper Malibu

Inicialmente impulsionado pelo motor Continental Turbo, de 310 hp, combinado com hélice de duas pás, o projeto foi submetido a rigosos testes de robustez estrutural comparáveis aos testes de voo e de laboratório que a Beechcraft realizou no seu famoso Bonanza, na década de 1960.
Em toda a história da aviação, o Piper Malibu foi o primeiro avião monomotor a pistão que integrou com sucesso uma grande variedade de itens de navegação, segurança e conforto, incluindo radar meteorológico colorido, GPS, pressurização combinada com ar-condicionado e TCAS (Traffic Collision Avoidance System).
Posteriormente, a Piper disponibilizou no Malibu o sistema de navegação EFIS (Electronic Flight Instrument System), com as telas PFD (primária) e MFD (multifuncional).
A partir da década de 1990, foi oferecido na versão "Mirage", de motorização Lycoming Turbo, de 350 hp, combinada com hélice Hartzell de três pás, com mais potência para chegar até sua altitude típica de velocidade de cruzeiro superior à versão anterior e sem complicações de superaquecimento.
A partir da década de 1990, a Piper passou a projetar a versão "Meridian", baseada no "Mirage".

## Mercado
Mais de mil unidades de Piper Malibu (incluindo as versões Mirage e Matrix) já foram vendidas no mundo inteiro, principalmente nos Estados Unidos e na Europa.
Pela capacidade de pousar e decolar em pistas de pouso sem pavimentação, é usado por agropecuaristas como o meio de transporte para visitas às suas fazendas e também por empresários e executivos para visitas às filiais de empresas, fornecedores e revendedores.

## Ficha técnica

### Piper Malibu Mirage
- Motorização: Turbocharged Lycoming TIO 540 AE2A 350 hp
- Pista de pouso: Aprox. 640 metros
- Teto de serviço: Aprox. 7.500 metros
- Consumo médio (AVGAS): Aprox. 85 litros / hora (lotado / 75% potência)
- Consumo médio (AVGAS): Aprox. 0,04 litro / passageiro / km voado
- Alcance: Aprox. 1.850 quilômetros (lotado / 75% potência / com reservas)
- Velocidade de cruzeiro: Aprox. 350 km / h
- Comprimento: Aprox. 9 metros
- Peso máximo decolagem: Aprox. 1.969 kg
- Capacidade: 6 lugares

### Piper Malibu Matrix
- Motorização:
- Teto de serviço: Aprox. 7.500 metros.(com uso de oxigenio)
- Pista de pouso: Aprox. 640 metros
- Consumo médio (AVGAS): Aprox. 85 litros / hora (lotado / 75% potência)
- Consumo médio (AVGAS): Aprox. 0,04 litro / passageiro / km voado
- Alcance: Aprox. 1.850 quilômetros (lotado / 75% potência / com reservas)
- Velocidade de cruzeiro: Aprox. 350 km / h
- Comprimento: Aprox. 9 metros
- Peso máximo decolagem: Aprox. 1.969 kg
- Capacidade: 6 lugares

### Piper Malibu Meridian M500
- Motorização (potência): Pratt & Whitney PT6A (500shp)
- Pista de pouso: Aprox. 740 metros
- Comprimento: Aprox. 9 metros
- Peso máximo decolagem: Aprox. 2.310 kg
- Alcance: Aprox. 1.400 quilômetros (lotado / 75% potência / com reservas)
- Velocidade de cruzeiro: Aprox. 450 km / h
- Consumo médio (QAV): Aprox. 170 litros / hora (lotado / 75% potência)
- Consumo médio (QAV): Aprox. 0,06 litro / passageiro / km voado
- Capacidade: 6 lugares[5]